# نظام غذائي منخفض البروتين
النظام الغذائي قليل البروتين هو نظام غذائي يخفف فيه الناس من تناول البروتين. يتم استخدام هذا النظام الغذائي كعلاج لاضطرابات التمثيل الغذائي المورثة، مثل بيلة الفينيل كيتون وبيلة هوموسيستين، وهو أيضًا يستخدامه لعلاج أمراض الكلى و الكبد. يبدو أن انخفاض استهلاك البروتين يقلل من خطر كسر العظام، من خلال التغيرات في توازن الكالسيوم. وبالتالي، لا يوجد تعريف واحد ل البروتين المنخفض، لأن كمية البروتين لفرد يعاني من بيلة الفينيل كيتون ستختلف اختلافًا كبيرًا عن واحد بعاني من بيلة هوموسيستينية أو تيروزين الدم.
كما ان الكمية المستخدمة من قبل مرضى الكبد تؤدي إلى توازن الأفراد في نسبة النيتروجين. نظرًا لأن الجسم لا يمكنه تخزين الأحماض الأمينية الزائدة، لذلك يجب تعديلها بإزالة مجموعة الأمين. بما أن هذا يحدث في الكبد والكليتين، يُنصح بعض الأفراد الذين يعانون من الكبد أو الكلى التالفة تناول كمية أقل من البروتين. بسبب ما يحتويه من الكبريت في الأحماض الأمينية ميثيونين وسيستين، يؤدي زيادة هذه الأحماض الأمينية إلى إنتاج الحمض من خلال أيونات الكبريتات. يمكن تحديد أيونات الكبريتات بواسطة أيونات الكالسيوم من العظام، مما قد يؤدي إلى فقدان البول الصافي للكالسيوم. قد يؤدي هذا إلى انخفاض كثافة المعادن في العظام مع مرور الوقت. الأفراد الذين يعانون من بيلة الفينيل كيتون يفتقرون إلى الإنزيم لتحويل فينيل ألانين إلى التيروزين لذا يجب توفير مستويات منخفضة من هذا الأحماض الأمينية في النظام الغذائي.
بيلة هوموسيستينية هو اضطراب وراثي يحتوي على استقلاب ميثيونين الأحماض الأمينية مما يؤدي إلى تراكم الهوموسيستين.حيث يشمل العلاج توفير مستويات منخفضة من الميثيونين ومستويات عالية من فيتامين ب 6 في النظام الغذائي.
النظم الغذائية منخفضة البروتين رائجة بين بعض أفراد الناس بسبب تأثير تناول البروتين على إشارات الأنسولين / عامل النمو شبيه الأنسولين 1 (IIS) والاستشعار المباشر لتوافر الأحماض الأمينية من خلال استهداف الثدييات للراباميسين (mTOR )، نظامان متورطان في طول العمر وانتشار السرطان. بصرف النظر عن تناول البروتين المنخفض، كما هو الحال في النظام الغذائي 10:10:80، فإن المحاولات الأخرى لتعديل IIS هي من خلال الصيام المتقطع والنظام الغذائي 2:5

## بروتين منخفض ضد تقييد السعرات الحرارة
تم إثبات تقييد السعرات الحرارية لزيادة العمر الافتراضي وتقليل الامراض المرتبطة بالعمر للعديد من حيوانات التجارب. وقد ظهرت أيضًا زيادة في طول العمر أو انخفاض في الأمراض المرتبطة بالعمر لأنظمة النموذج حيث تم تقليل البروتين أو الأحماض الأمينية المحددة. على وجه الخصوص، أظهرت التجارب في أنظمة النموذج في الفئران والجرذان وذباب الفاكهة زيادات في العمر مع انخفاض تناول البروتين مقارنة مع تقييد السعرات الحرارية. إن تقييد ميثيونين الأحماض الأمينية، المطلوب لبدء تصنيع البروتين، يكفي لإطالة العمر.
بعض الآثار الأكثر تأثيرًا لتقييد السعرات الحرارية هي صحة التمثيل الغذائي، وتعزيز الهزيل، وخفض نسبة السكر في الدم وزيادة حساسية الأنسولين. النظم الغذائية منخفضة البروتين تحاكي العديد من آثار تقييد السعرات الحرارية ولكنها قد تشترك مع آليات التمثيل الغذائية المختلفة. النظام الغذائي منخفض البروتين يقلل الدهون بسرعة ويعيد حساسية الأنسولين الطبيعية إلى الفئران البدينة الناجمة عن النظام الغذائي. إن تقييد استهلاك سلسلة الأحماض الأمينية الثلاثة المشبعة ليسين، أيزولوسين، وفالين، على وجه التحديد، كافٍ لتعزيز الهزيل وتحسين تنظيم الجلوكوز في الدم.
الأنظمة الغذائية للبشر الذين يعيشون في بعض المناطق الزرقاء، وهي مناطق ذات أعداد محسنة من المعمرين والامراض المرتبطة بالعمر، على أقل من 10 ٪ من الطاقة من البروتين، على الرغم من عدم توفر تقارير عن جميع المناطق الزرقاء. لا تعتمد أي من الأنظمة الغذائية في هذه المناطق بشكل كامل على النباتات، لكن النباتات تشكل الجزء الأكبر من الطعام الذي يتم تناوله. على الرغم من أنه تم الاعتقاد بأن بعض هؤلاء السكان تحت قيود السعرات الحرارية، إلا أن هذا مثير للجدل لأن حجمهم الأصغر يتفق مع انخفاض استهلاك الطعام.